# Mourgliana vanharteni
Mourgliana vanharteni là một loài bọ cánh cứng trong họ Cerambycidae.